# 柯成兴
柯成兴（1958年7月26日—），伦敦政治经济学院经济学系和国际发展学系教授，兼伦敦政治经济学院东南亚研究中心负责人。同时柯成兴为新加坡国立大学访问教授。柯成兴教授曾经为马来西亚国家经济建议委员会成员并先后在英格兰银行、世界银行，新加坡财政部担任顾问。柯成兴教授曾在麻省理工担任经济学副教授，哈佛大学经济学访问副教授，清华大学经济和管理学院的经济学访问教授以及新加坡南洋理工大学访问教授。柯成兴教授主要致力于研究经济增长、经济发展、货币经济、宏观经济和失重经济。

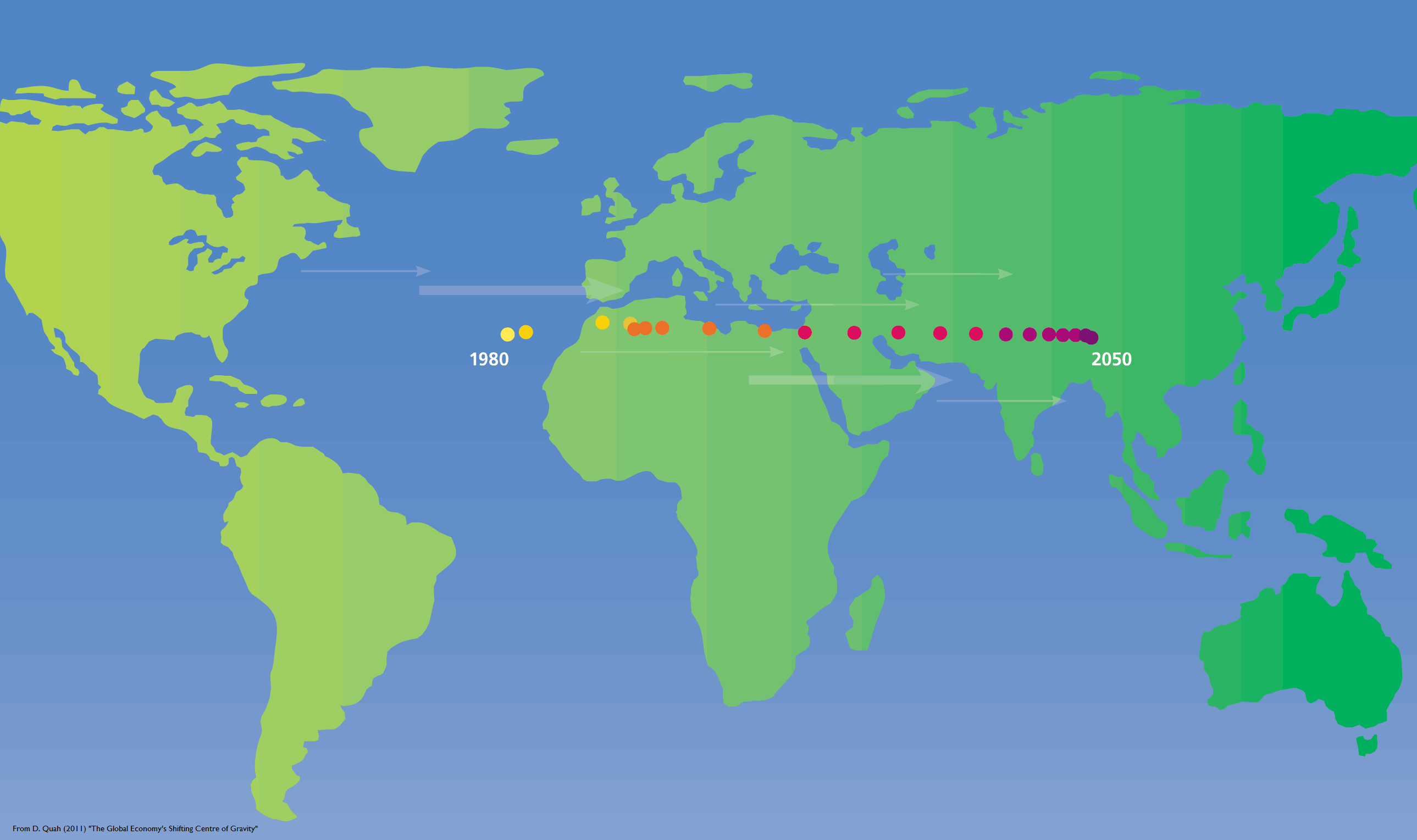
世界经济重心转移图1980-2050. （Danny Quah, 2011）

柯成兴教授于1986在托瑪斯·薩金特的指导下在哈佛大学获得了博士学位，其在1980年普林斯顿大学获得本科学位。他在2006-2009年期间担任伦敦政治经济学院经济系的系主任。
谷歌学术的学术影响力（文献引用次数）显示，柯成兴教授最多引用的文献为他1989年与奥利维尔·布兰查德 关于 向量自回归的研究。另外，他关于双收敛尖峰的收入分配研究也被广泛引用 。他的学术著作覆盖范围非常广泛，其中不乏很多获奖著作 。在他2011年关于全球经济重心转变的文章中，他详细的描述了世界经济重心是如何不断的从1980年代的大西洋中心向东部转移的。在他还是研究生时，他的名字已经出现在著名的货币杂志（Monetarist ）上，其当时所著文章为“不尽如人意的货币算法”（ Thomas Sargent 和 Neil Wallace).
柯成兴在TED大会的演讲内容分别为“崛起的东方所带来的世界性紧张”（2012年3月）和“经济，民主以及新世界的秩序”（2014年8月）。
同时，柯成兴教授具有TAGB跆拳道的黑带二级资格。

## 外部連結
- 伦敦政经柯成兴教授论文列表[永久]